# Aprilia
Aprilia — італійська компанія, виробник мотоциклів. Заснована у 1945 році у Ноале, Італія. З 2004 року як одна із семи марок, входить до складу Piaggio. Четвертий в світі виробник мотоциклів за обсягом виробництва. Aprilia починала як виробник скутерів, але останнім часом стала відомою завдяки виробництву спортивних мотоциклів. Станом на квітень 2015 року на мотоциклах Aprilia виграно 54 чемпіонати світу з мотоперегонів та 343 гонки у різних класах.

## Історія
«Aprilia» була заснована в Ноале (недалеко від Венеції) відразу ж після закінчення Другої світової війни паном Альберто Беджіо, першою продукцією компанії стали велосипеди. Штаб-квартира компанії і досі знаходиться в Ноале, хоча з 1996 року виробництво було перенесено на новий завод в сусіднє місто Скорце.
Син засновника, Івано Беджіо, взяв на себе управління компанією у 1968 році і відразу ж почав складати мопеди з невеликим числом співробітників. Першими моделями, з яким Aprilia вийшла на ринок, були Colibrì, Daniela і Packi. Пізніше в світ вийшов перший позашляховий мотоцикл Beetle, який був представлений в 1970 році в двох модифікаціях, з об'ємом двигуна 50 і 125 см³ і залишався у виробництві протягом майже десятиліття.
У 1977 році Aprilia вперше здобула перемогу в італійському чемпіонаті з мотокросу у 125 і 250 класах завдяки гонщику Івану Альборджетті з Мілана. Той же пілот брав участь наступного року у чемпіонаті світу з мотокросу та посів шосте місце в загальному заліку, здобувши два третіх місця в індивідуальних гонках.

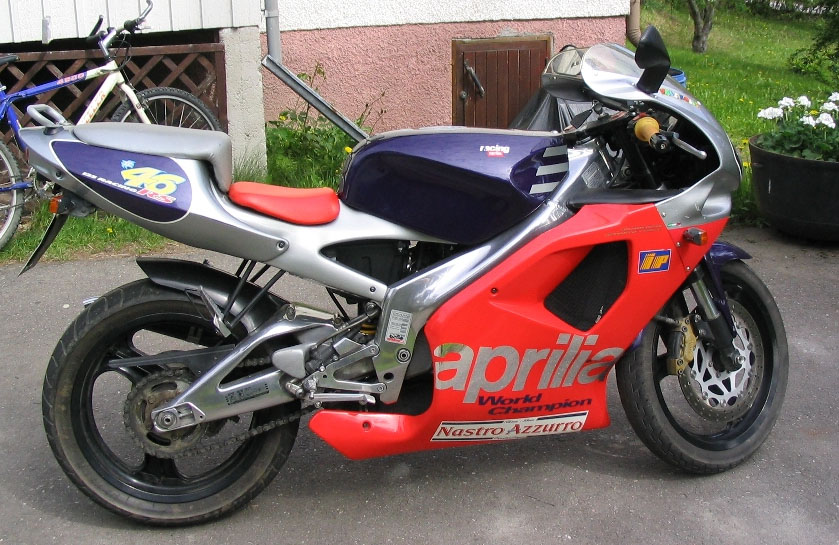
Мотоцикл Aprilia RS 125, модель 1998 року

У 80-х роках XX століття розпочався наступний етап еволюції Aprilia. Було розширено спектр моделей: для клієнтів пропонувалися мотоцикли для тріалу, ендуро та дорожні мотоцикли з об'ємом двигуна від 50 до 600 см³. У 1985 році було підписано угоду про співпрацю з австрійською компанією Rotax (пізніше була викуплена Bombardier) на постачання двигунів. У тому ж році Aprilia запустила випуск моделей 125 STX і 350 STX. У 1986 році Aprilia запустила AF1, невелику спортивну модель, і Tuareg, великий позашляховий мотоцикл, який брав участь у ралі Дакар.
На хвилі успіху були запропоновані для продажу моделі в різних варіантах: 50 см³ класу Aprilia RS 50 (дорожний мотоцикл), RX 50 (ендуро) і Red Rose 50 (кастом), всі з двигуном Minarelli рідинного охолодження; 125 см³ Aprilia RS125 (дорожний мотоцикл), RX 125 (ендуро) і Red Rose 125 (кастом), всі з двигунами Rotax, оснащені пасивним випускним клапаном пневматичного управління (так званий RAVE RAVE2, згодом замінений електронним управлінням); і, нарешті, в класі 250 см³ RS 250 з двигуном Suzuki — гоночний мотоцикл, який мав багато шанувальників, особливо серед молоді.
У 1990-х роках успішними на ринку були моделі мотоциклів Aprilia Pegaso з двигунами 50,125 і 650, та скутерів Aprilia Scarabeo та Leonardo.
В кінці десятиліття, в 1998 році, був представлений супербайк Aprilia RSV Mille і Aprilia Falco, на які встановлювались двоциліндрові двигуни Rotax об'ємом 990 см³ з інноваційним розташуванням циліндрів під кутом 60°, який дозволяв раціональніше використати розподіл ваги. У наступному році була випущена обмежена версія RSV Mille SP з тиражем в 150 екземплярів, що дозволило команді взяти участь в Чемпіонаті світу з Супербайку.
Нове століття почалося з придбання в 2000 році компанією двох найвідоміших брендів в історії італійського мотоспорту: Moto Guzzi і Moto Laverda.
Розпочалось серійне виробництво моделей Aprilia Caponord (ендуро), Aprilia RST1000 Futura (спорттурер), Aprilia Tuono (нейкед) та супербайк Aprilia RSV 1000.
У 2004 році відбулося поглинання компанії Aprilia і її дочірніх компаній групою Piaggio, яка також контролює іспанських виробників Gilera і Derbi. Внаслідок цього злиття утворився четвертий у світі за обсягом випуску мотоциклів виробник з виробничою потужністю 600 тисяч одиниць на рік, з оборотом в 1,5 млрд. €.
З 2006 року Aprilia почали проектувати, розробляти і виробляти свої власні двигуни, розірвавши тривалі відносини з Rotax, і відтоді всі вироблені мотоцикли працюють з двигунами, на 100 % італійської технології Piaggio.
Івано Беджіо був деякий час «почесним президентом», а з 2006 року вже не грає ніякої ролі в компанії, заснованій його батьком.

## Aprilia Racing

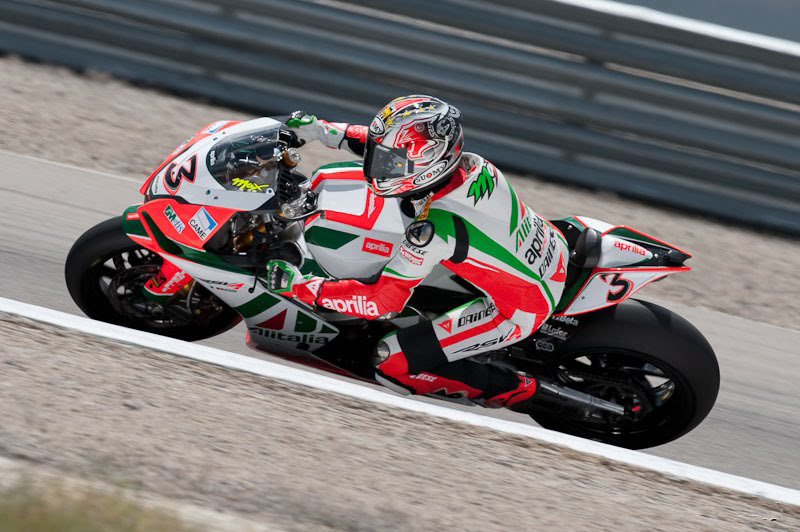
Макс Бьяджі на Aprilia RSV4, 2010 рік

З 1974 року почав свою діяльність спортивний підрозділ компанії — «Aprilia Racing», що представляє бренд у змаганнях різних категорій, як на трасі, так і бездоріжжі. Станом на початок 2016 року гонщики команди виграли 54 світових чемпіонати, що робить компанію найуспішнішим європейським виробником мотоциклів:
- 38 у MotoGP (20 в класі 125cc та 18 в 250cc);
- 7 у WSBK;
- 7 в чемпіонаті світу з Супермото S1GP;
- 2 в Мототріалі.

5 листопада 2013 року було офіційно повідомлено про повернення команди «Aprilia Racing» у MotoGP, де вона мала виступати з 2016 року як заводський проект. Проте повернення команди відбулось раніше — у сезоні 2015. Востаннє до цього команда була представлена у цих змаганнях в сезоні 2004.